# Junior le terrible 3
Série
Junior le terrible 2
(1991)
Pour plus de détails, voir Fiche technique et Distribution.
Junior le terrible 3 (Problem Child 3: Junior in Love) est un téléfilm américain réalisé par Greg Beeman, diffusé le 13 mai 1995 sur le réseau NBC.

## Synopsis
le protagoniste entre en relation avec la fille de son école.

## Fiche technique
genre : comédie familiale

## Distribution
- William Katt : Ben Healy
- Justin Chapman : Junior Healy
- Sherman Howard : Scoutmaster Eugene Phlim
- Carolyn Lowery : Sarah Gray
- Eric Edwards : Murph / Bertha
- Jennifer Ogletree : Tiffany

## Saga
- Junior le terrible réalisé par Dennis Dugan en 1990.
- Junior le terrible 2 réalisé par Brian Levant en 1991.
- Junior le terrible 3 (TV) réalisé par Greg Beeman en 1995.